# Strojimport
STROJIMPORT a.s. (do 2. srpna 2012 byl oficiální název STROJIMPORT a.s., franc. Société Anonyme, něm. Aktiengesellschaft, špaň. Sociedad Anónima, rusky Akcioněrnoje obščestvo, angl. Joint-Stock Company) je společnost obchodující se zahraničím v oblasti vývozu a dovozu kovoobráběcích a tvářecích strojů, včetně nářadí a potřebných měřidel. Obchodovala ale také s dřevoobráběcími stroje a zařízeními určenými k výrobě překližek, nábytku či třeba tužek. Firma obchodovala se stroji pro skláře, pro výrobu ložisek, kování, ale také i příborů a dodávala vybavení lisoven, šroubáren či specializovaných textilních, obuvnických nebo koželužských dílen. 
Strojimport vzniknul v roce 1953 v tehdejší ČSR jako podnik zahraničního obchodu. Od 1. ledna 1969 byl Strojimport přeměněn na akciovou společnost. Akcionáři se staly československé strojírenské podniky, vlastní zahraniční obchod zajišťovalo asi 900 zaměstnanců Od 2. srpna 2012 je jediným akcionářem společnost TOSHULIN Hulín.
Sídlem společnosti se stala po dobudování v roce 1971 výšková budova u dnešní stanice pražského metra Želivského. Dnešní (rok 2022) sídlo Strojimportu je v Praze 3.
Jméno Strojimport se hovorově užívá pro budovu na pražských Vinohradech, v níž společnost sídlila – Palác Vinohrady, i když zde společnost již nesídlí.